# 福爾斯河 (路易斯安那州)
福爾斯河（英語：False River）是位於美國路易斯安那州波因特庫皮堂區的一個鬼鎮。

## 地理
福爾斯河所處的海拔為高於海平面8米（即26英呎），而該地所採用的時區為UTC-6，即北美中部時區（CST）。同時該地設有夏令時間，為UTC-6調快一小時，即UTC-5（CDT）。